# Hemigraphis modesta
Hemigraphis modesta är en akantusväxtart som beskrevs av Raymond Benoist. Hemigraphis modesta ingår i släktet Hemigraphis och familjen akantusväxter. Inga underarter finns listade i Catalogue of Life.